# Tomaž Jeršič
Tomaž Jeršič, slovenski politik, * 18. julij 1968.
Med 31. majem 2007 in 30. oktobrom 2008 je bil državni sekretar Republike Slovenije na Ministrstvu za gospodarstvo Republike Slovenije.